# Richard Batka
Richard Batka (* 14. Dezember 1868 in Prag; † 24. April 1922 in Wien) war ein österreichischer Musikwissenschaftler, -kritiker und Librettist.

## Leben
Richard Batka studierte an der Karls-Universität Germanistik bei August Sauer und Musikgeschichte bei Guido Adler und wurde 1893 zum Dr. phil. promoviert. 1896 bis 1898 gab er gemeinsam mit Hermann Teibler in Prag die Neue musikalische Rundschau heraus, ab 1897 arbeitete er unter anderem als Redakteur für die Zeitschriften Neue Revue und Der Kunstwart sowie für das Prager Tagblatt und die Bohemia. 1903 gründete er die Österreichische Sektion des Dürerbundes Prag, die er auch leitete. 1906/07 unterrichtete er am Prager Konservatorium. Er übersiedelte nach Wien, wo er von 1908 bis 1919 Musikreferent des Wiener Fremden-Blattes war und anschließend der Wiener Allgemeinen Zeitung. Gemeinsam mit Richard Specht war er auch Herausgeber der 1909 gegründeten Zeitschrift Der Merker. 1909 bis 1914 lehrte Batka an der Wiener Musikakademie Musikgeschichte. Er verfasste musikhistorische und musikästhetische Schriften sowie Libretti und übersetzte musikalische und literarische Texte aus dem Tschechischen, Polnischen, Italienischen und Französischen ins Deutsche.
Im Jahr 1960 wurde in Wien-Währing (18. Bezirk) die Batkagasse nach ihm benannt.

## Werke

### Schriften
- Schumann. Reclam. Leipzig 1891, Reihe Musiker-Biographien, Band 13.
- J. S. Bach. Reclam, Leipzig 1892, Reihe Musiker-Biographien, Band 15.
- Musikalische Streifzüge. Diedrichs, Florenz 1899.
- Kranz. Gesammelte Blätter über Musik. Lauterbach & Kuhn, Leipzig 1903 (Digitalisat)
- Denkmäler deutscher Musik in Böhmen. Prag 1905.
- Geschichte der Musik in Böhmen. Band 1: Böhmen unter deutschem Einfluß. 900–1333. Dürerverlag, Prag 1906.
- Die böhmische Musik. Bard, Marquardt & Co., Berlin 1908, Reihe: Die Musik, Band 18.
- Aus der Opernwelt. Prager Kritiken und Skizzen. Callwey, München 1907.
- Richard Strauss. Virgil Verlag, Charlottenburg 1908.
- Allgemeine Geschichte der Musik. Drei Bände. Grüninger, Stuttgart 1909, 1912 und 1915 (3. Band mit Wilibald Nagel).
- Richard Wagner. Schlesische Verlagsanstalt, Berlin 1912, Reihe Berühmte Musiker, Band 20.
- Richard Batka und Aloys Obrist: Klavierspielapparate. München, Callwey; Leipzig, Schlüter & Co.: 1914 (4. Aufl.). (Flugschrift zur Ausdruckskultur, Dürer-Bund; 8)

### Libretti
- Der polnische Jude. Volksoper in zwei Akten nach Erckmann-Chatrian von Victor Léon und Richard Batka, Musik von Karel Weis, 1901.
- Das war ich! Dorfidylle in einem Aufzuge nach Johann Hutt. Musik von Leo Blech, 1902.
- Alpenkönig und Menschenfeind. In drei Aufzügen nach dem gleichnamigen Werk von Ferdinand Raimund, Musik von Leo Blech, 1903.
Die Berliner Fassung von Alpenkönig und Menschenfeind erschien unter dem Titel Rappelkopf, 1917.
- Der Kuß. Ein Schäferspiel in einem Aufzuge von Richard Batka, mit Musik von Gluck, P. A. Schulz, Mozart, Beethoven, 1904.
- Aschenbrödel. Ein Märchen in drei Aufzügen, Musik von Leo Blech, 1905.
- Zierpuppen (Les precieuses ridicules). Musikalische Komödie in einem Aufzug nach Moliere von Richard Batka, Musik von Anselm Götzl, 1907.
- Lepa Vida (Die schöne Vida). Volksoper in vier Akten. Text (in deutscher Sprache) von Richard Batka nach dem Roman von Josip Jurčič, Musik von Risto Savin, 1907, UA 1909 Laibach. 1912–1914 Neubearbeitung von Text und Musik.
- Ahasvers Ende. Oper. Musik von Robert Robitschek, 1907.
- Versiegelt. Komische Oper in einem Akt nach Raupach von Richard Batka und Pordes-Milo, Musik von Leo Blech, 1908.
- Wieland der Schmied. Ein Richard-Wagner-Festsspiel für Gedenkfeiern (Schauspiel), 1908.
- Stock im Eisen. Oper in drei Akten von Richard Batka und Julius Sikkind-Schwarz, Musik von Leopold C. Welleba. UA 1909 Wien, Theater an der Wien.
- Mila. Bosnische Volksoper von Richard Batka und M. Wassermann, Musik von Julius J. Major, 1910.
- Der Zerrissene. Komische Oper in drei Akten nach dem gleichnamigen Stück von Johann Nestroy, Musik von Bretislav Emil Lvovsky, 1910 (Komposition durch Lvovskys Tod unvollendet).
- Rumpelstilzchen. Märchenoper in drei Akten, Musik von Richard Stöhr, 1911.
- Der Kuhreigen. Ein musikalisches Schauspiel in drei Aufzügen. Dichtung nach der Novelle „Die kleine Blanchefleure“ von Rudolf Hans Bartsch, Musik von Wilhelm Kienzl, UA 23. November 1911 Wien, Volksoper.
- Das Hexlein. Komische Oper in drei Akten nach einer Novelle von Fritz Wittels, Musik von Julius Wachsmann, 1912.
- Ländliches Liebesorakel. Oper in einem Akt, Musik von Theodor Veidl, UA 1913 Teplitz-Schönau.
- Maria von Magdala. Oper in drei Akten, Musik von Lio Hans, 1917, UA 1919 Wien, Volksoper.
- Der Stier von Olivera. nach Heinrich Lilienfein, Musik von Eugen d’Albert, UA 1918 Leipzig.
- Eroica. Musikdrama in drei Akten (4 Bildern), Musik von Marco Frank, 1918.
- Ilse. Fantastische Oper in drei Akten, Musik von Richard Stöhr, 1919.
- Die Bäuerin. Oper in einem Aufzug nach dem gleichnamigen Drama aus Clara Viebigs Einakterzyklus „Kampf um den Mann“ eingerichtet von Richard Batka, Musik von Robert Hernried, 1923.

### Übersetzungen
- Bauernrecht (Psohlavci). Oper in drei Akten (6 Bildern) von Karl Šípek nach dem Roman von Alois Jirásek, Musik von Karel Kovařovic, UA 1898 Prag (Übersetzung 1900).
- Die Ahne (L’Ancêtre). Oper in drei Akten von Lucien Augé de Lassus,  Musik von Camille Saint-Saëns, 1908.
- Die Teufelskäthe (Čert a Káča). Oper in drei Akten nach einem böhmischen Volksmärchen von Adolf Wenig, Musik von Antonín Dvořák, UA 1899 (Übersetzung um 1908).
- Rhea. Oper in drei Akten von Paul Milliet, Musik von Spiro Samara, 1911, UA 1908 Florenz.
- Die Rosenkönigin (La rosiera). Tragisches Idyll in drei Akten von Carlo Zangarini, Musik von Vittorio Gnecchi, 1912 (Übersetzung von Richard Batka und Hans Schilling-Ziemssen).
- Lodoletta. Lyrisches Drama in drei Aufzügen von Gioacchino Forzano, Musik von Pietro Mascagni, 1917.
- Der Liebhaber als Arzt. (L’amore medico). Musikalisches Lustspiel in zwei Akten nach Molière von Enrico Golisciani, Musik von Ermanno Wolf-Ferrari, (Übersetzung um 1913).
- Das Geheimnis. (Tajemství). Komische Oper in drei Akten von Elišky Krásnohorské, Musik von Bedřich Smetana, UA 18. September 1878 Prag.
- Jessika. Komische Oper in drei Aufzügen nach Kaufmann von Venedig von Shakespeares von Jaroslav Vrchlický, Musik von Josef Bohuslav Foerster, 1905.
- Psyche. Oper in drei Akten (6 Bildern) von André Arnyvelde, Musik von Maurice Levy, 1910. [Textbuch] Deutsche Übertr. von Dr. Richard Batka

### Bearbeitungen
- Lully. Komische Oper in vier Akten von Josef Weyl. Für die Bühne bearbeitet von Richard Batka, Musik von Karl Hofmann, 1910.
- Die himmelblaue Zeit. Singspiel in drei Akten von Paul Wertheimer, bearbeitet von Richard Batka, Musik von Oscar Straus, 1914.

## Briefe
- Briefwechsel Clara Schumanns mit Maria und Richard Fellinger, Anna Franz geb. Wittgenstein, Max Kalbeck und anderen Korrespondenten in Österreich, hrsg. von Klaus Martin Kopitz, Anselm Eber und Thomas Synofzik (= Schumann-Briefedition, Serie II, Band 4), Köln 2020, S. 57–68